# Semtex

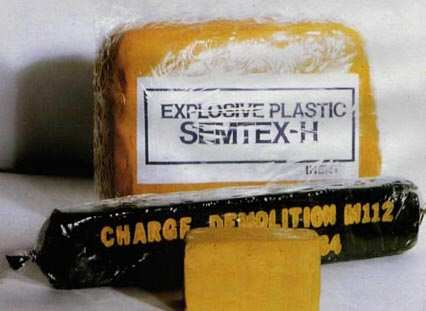
Semtex

Semtex je víceúčelová plastická trhavina. Byl vyvinut v 50. letech 20. století v Československu ve VCHZ Synthesia (dnes Explosia), která jej začala vyrábět v roce 1953. (Jiné zdroje zmiňují jako vynálezce Stanislava Breberu a Radima Fukátka). Používá se jako konvenční trhavina, při demolicích a pro vojenské účely. Je znám pro svoji popularitu mezi teroristy kvůli své špatné zjistitelnosti.[nenalezeno v uvedeném zdroji] Od roku 1991 se značkuje, takže jeho „špatná zjistitelnost“ oproti ostatním trhavinám neplatí. Dnes se dá zdetekovat i neoznačkovaná trhavina.

Původně se pro využití v armádě vyráběl pod označením B 1. Pod svým nynějším jménem se začal vyrábět roku 1964, přesněji pod označením SEMTEX 1A, od roku 1967 jako SEMTEX H a od roku 1987 jako SEMTEX 10.

## Složení
Složení dvou nejrozšířenějších variant se liší podle jejich využití:
| Látka                                   | Semtex 1A            | Semtex H                |
| --------------------------------------- | -------------------- | ----------------------- |
| Pentrit                                 | 76 %                 | 40,9 %                  |
| Hexogen                                 | 4,6 %                | 41,2 %                  |
| pojivo Styren-butadienový kaučuk        | 9,4 %                | 9 %                     |
| změkčovadlo n-oktyl-ftalát, butylcitrát | 9 %                  | 7,9 %                   |
| antioxidant                             | N-fenyl-2-naftylamin | N-fenyl-2-naftylamin    |
| barvivo                                 | Sudan IV (červené)   | Sudan I (žlutooranžové) |

Pro snadnější detekovatelnost se Semtex značkuje snadno zjistitelnými těkavými nitroestery a aromatickými nitrosloučeninami. K tomu se od roku 1991 používal ethylenglykoldinitrát, později byl nahrazen para-mononitrotoluenem nebo dimethyldinitrobutanem. Semtex se neznačkuje kódem, pomocí kterého by bylo možné po výbuchu zjistit, jaká výbušnina byla použita.
Semtex je velmi plastický pro velké rozmezí teplot od asi −40 °C do +60 °C. Je také voděvzdorný. Nevznítí se při průstřelu pěchotní zbraní. Díky nižšímu obsahu výbušné náplně a nižší hustotě je o něco slabší než podobná výbušnina C-4. Oproti výbušnině C-4 je ale o něco více plastický, takže se dá snáze tvarovat.

## Název
Výbušnina se jmenuje podle pardubického předměstí Semtína a firmy kde se vyráběla – SEMTín EXplosia. Na konci 80. let 20. století se název Semtex stal apelativem pro plastické trhaviny.

## Trh
Semtex 1A se využíval hlavně v tuzemsku, Semtex H se vyvážel, především do Vietnamu a Libye. V roce 1981 byl zakázán jeho export do rizikových oblastí a vyvážel se jen do zemí Varšavské smlouvy. V roce 1989 byl vývoz Semtexu zcela zakázán. Od roku 1991 byl export značkované trhaviny SEMTEX opět povolen. Obchod podléhá platné legislativě a příslušné kontrole státních orgánů.
Semtex si rychle po svém uvedení na trh vydobyl pověst vysoce efektivní a ničivé trhaviny. Vzhledem k tomu, že se dostal i do rukou teroristů, stal se bezmála synonymem pro jakoukoli plastickou trhavinu. Když bylo například v roce 1988 libyjskými agenty zničeno letadlo společnosti Pan American World Airways (Let Pan Am 103) nad skotským městečkem Lockerbie, novináři začali tento teroristický čin dávat ihned do souvislosti se Semtexem. Následná vyšetřování potvrdila, že k výbuchu letadla byla použita plastická trhavina, nicméně nikdy nebylo zjištěno jaká.
Semtex se dnes vyrábí v poměrně malém množství (asi 10 tun ročně).[zdroj?]